# Uju Kennedy-Ohanenye
Uju Kennedy-Ohanenye, née le 23 décembre 1973  est une avocate, entrepreneur, femme politique et productrice  de films nigérian.

## Biographie

### Éducation et vie privée
Née au Nigéria le 23 décembre 1973, Uju Kennedy-Ohanenye obtient sa licence en droit à l' Université du Nigéria, Nsukka en 1996. Elle est admise au barreau nigérian en 1997  et  est titulaire d'une maîtrise en droit de l' Université d'Abuja, depuis 2002.
Elle épouse l'homme d'affaire Kennedy Ohanenye et les deux font ensemble quatre enfants,.

### Carrière professionnelle
Membre du barreau nigérian, Kennedy-Ohanenye exerce le droit et s'implique dans le secteur de l'immobilier et de l'éducation. En tant que PDG d'Uju Kennedy-Ohanenye & Co, elle fournit des services juridiques aux particuliers et aux entreprises. Elle est également fondatrice et directrice de l'Académie Uju Kennedy-Ohanenye, un établissement d'enseignement privé.
Elle s'engage activement  dans l'industrie cinématographique au sein de Nollywood en tant que productrice. Son portefeuille de production comprend des titres tels que Mama Onboard, The Senator, The Governor et The President  et  est également présidente de l'Association des producteurs de Nollywood (ANP).

## Engagement politique
Kennedy-Ohanenye devient membre du  Congrès des progressistes (APC) en 2015 ,,. Elle déclare sa candidature à la présidence du Nigeria lors des élections générales de 2023, devenant la première femme à le faire sous l'APC. Sa campagne met l'accent sur l'autonomisation des femmes, le développement économique, la sécurité et la lutte contre la corruption,. Elle choisit ensuite de se retirer de la course présidentielle et soutient publiquement Bola Tinubu, l'ancien gouverneur de l'État de Lagos.
Le 21 août 2023, le président Bola Tinubu nomme Uju Kennedy-Ohanenye ministre des Affaires féminines, succédant à Pauline Tallen (en), qui démissionne pour des raisons de santé. La cérémonie de prestation de serment a lieu à la Villa présidentielle à Abuja. Uju Kennedy-Ohanenye devient ainsi la troisième femme à occuper ce poste, après Aisha Alhassan (en) et Pauline Tallen.
En tant que ministre des Affaires féminines, Uju Kennedy-Ohanenye s'engage pour l'éradication de la violence basée sur le genre (VBG) et à renforcer l'autonomisation économique des femmes (EEF) au Nigéria. Elle  plaide aussi  en faveur d’une plus grande représentation des femmes dans les rôles de direction et de la mise en œuvre de la politique nationale de genre,.